# Para Comer Alguém
Para Comer Alguém é o segundo disco da Banda Casseta & Planeta, lançado em 1994 pela gravadora Velas. O álbum inclui canções usadas no espetáculo A Noite dos Leopoldos (paródia do grupo teatral Os Leopardos). O único single do álbum, a faixa Dance Dance, tem a participação da cantora Fernanda Abreu.

## Faixas
Todas as músicas compostas por Mu Chebabi.
| N.º | Título                                         | Letras                                                      | Duração |  |
| 1.  | "Dance Dance" (participação de Fernanda Abreu) | Beto Silva, Bussunda, Hélio de la Peña, Hubert, Reinaldo    | 2:43    |  |
| 2.  | "Nietzsche"                                    | Bussunda, Claudio Manoel                                    | 2:05    |  |
| 3.  | "Moqueca"                                      | Claudio Manoel, Hélio de la Peña, Hubert, Marcelo Madureira | 2:54    |  |
| 4.  | "Paulista"                                     | Bussunda, Claudio Manoel, Beto Silva                        | 3:58    |  |
| 5.  | "Maurício"                                     | Marcelo Madureira, Reinaldo, Hubert, Bussunda               | 3:51    |  |
| 6.  | "Dois Cus"                                     | Marcelo Madureira                                           | 4:13    |  |
| 7.  | "Surfista"                                     | Bussunda, Claudio Manoel, Helio de la Peña, Beto Silva      | 3:39    |  |
| 8.  | "Fala, Bahia"                                  | Beto Silva, Helio de La Peña, Bussunda, Claudio Manoel      | 3:26    |  |
| 9.  | "Pastor Josué"                                 | Reinaldo, Hubert, Marcelo Madureira                         | 4:09    |  |
| 10. | "Caldo Verde" (participação de Sivuca)         |                                                             | 3:11    |  |
| 11. | "Apogeu e Glória do Rock and Roll"             |                                                             | 3:46    |  |
| 12. | "Brinquedo de Armar"                           |                                                             | 2:51    |  |
| 13. | "Tensão Pré-menstrual"                         |                                                             | 3:14    |  |
| 14. | "Mitocôndria"                                  | Bussunda                                                    | 3:19    |  |